# La Parole d'Anaximandre
Pour des articles plus généraux, voir Martin Heidegger, La philosophie de Martin Heidegger et Heidegger et les Présocratiques.
La Parole d'Anaximandre (en allemand : Der Spruch des Anaximander) est un commentaire de 60 pages rédigé vers 1946 par Martin Heidegger, et portant sur un unique et court fragment attribué à un penseur, dit présocratique, de la Grèce archaïque, Anaximandre de Milet (Ἀναξίμανδρος, vers 610 av. J.-C. – vers 546 av. J.-C.). Ce commentaire a été publié en 1950, sous forme d'une section autonome dans Chemins qui ne mènent nulle part (traduction Wolfgang Brokmeier).
Ce fragment présocratique, tombé dans l'oubli, déjà dans l'antiquité, aurait été redécouvert par Aristote, si l'on en croit Simplicius. Texte obscur il n'en représenterait pas moins, pour Heidegger, note François Fédier, le commencement de la tradition philosophique occidentale.

## Contexte et résumé
Heidegger a consacré plusieurs travaux à Anaximandre. On connaît un cours de 1941 comportant une importante partie intitulée Le dire initial dans la parole d'Anaximandre publié et traduit en français dans l'ouvrage Concepts fondamentaux par Pascal David en 1991. Le texte postérieur, néanmoins publié en 1950 dans les Chemins qui ne mènent nulle part, suivi de considérations rédigées dans les années 1941 et 1942 qui ouvrent l'édition intégrale intitulée Das Ereignis (l'Avenance) et une ultime version `Der Spruch des Anaximander de 350 pages qui constituera le volume 78 de l'édition intégrale allemande la « Gesamtausgabe ». Heidegger justifie cet intérêt soutenu pour ce vieux fragment par le fait qu'il le considère comme le premier texte où la pensée grecque prend conscience d'elle-même et qu'à ce titre il peut être vu comme la manifestation du « commencement de la tradition philosophique ».
Dans le commentaire, des Chemins qui ne mènent nulle part, Heidegger cherche d'abord à discerner en quoi ce commencement-là est véritablement premier . Non pas le premier texte au sens d'une simple énumération mais premier en importance. François Fédier évoque un « commencement » qui est aussi un « départ », départ qui commanderait le destin de ceux qui recevraient cet héritage en partage.
Julien Piéron, dans un article de la revue philosophique Klésis, découpe le commentaire d' Heidegger en trois grands moments : « Le premier reconstruit l’horizon systématique à partir duquel le fragment d’Anaximandre sera interprété, tout en procédant à la délimitation du texte. Le deuxième tente d’éclairer le sens du terme grec « On » à partir d’un passage d’Homère, afin de clarifier ce dont il sera question dans le fragment. Le troisième moment, propose une interprétation de ce qui est dit dans le fragment, en procédant à une traduction de la seconde phrase puis de la première »

## Texte grec, traductions historiques et contribution de Heidegger

### Le fragment et l'interprétation de Nietzsche
« ἐξ ὧν δὲ ἡ γένεσίς ἐστι τοῖς οὖσι͵ καὶ τὴν φθορὰν εἰς ταῦτα γίνεσθαι κατὰ τὸ χρεών
 διδόναι γὰρ αὐτὰ δίκην καὶ τίσιν (ἀλλήλοις) τῆς ἀδικίας κατὰ τὴν τοῦ χρόνου τάξιν. Le terme ἀλλήλοις ne figurait pas dans le texte édité par l'Aldine. Evidemment, avec cette omission, le fragment laisse à penser un processus cyclique de génération-corruption. »

— Anaximandre, Simplicius, Commentaire sur la physique d’Aristote.

« D'où les choses prennent naissance (genesis), c'est aussi vers là qu'elles doivent toucher à leur fin (phtorà), selon la nécessité (kata to khreôn) ; car elles doivent expier et être jugées pour leur injustice (adikia), selon l'ordre du temps. »

— Nietzsche, La philosophie à l'époque tragique des grecs.

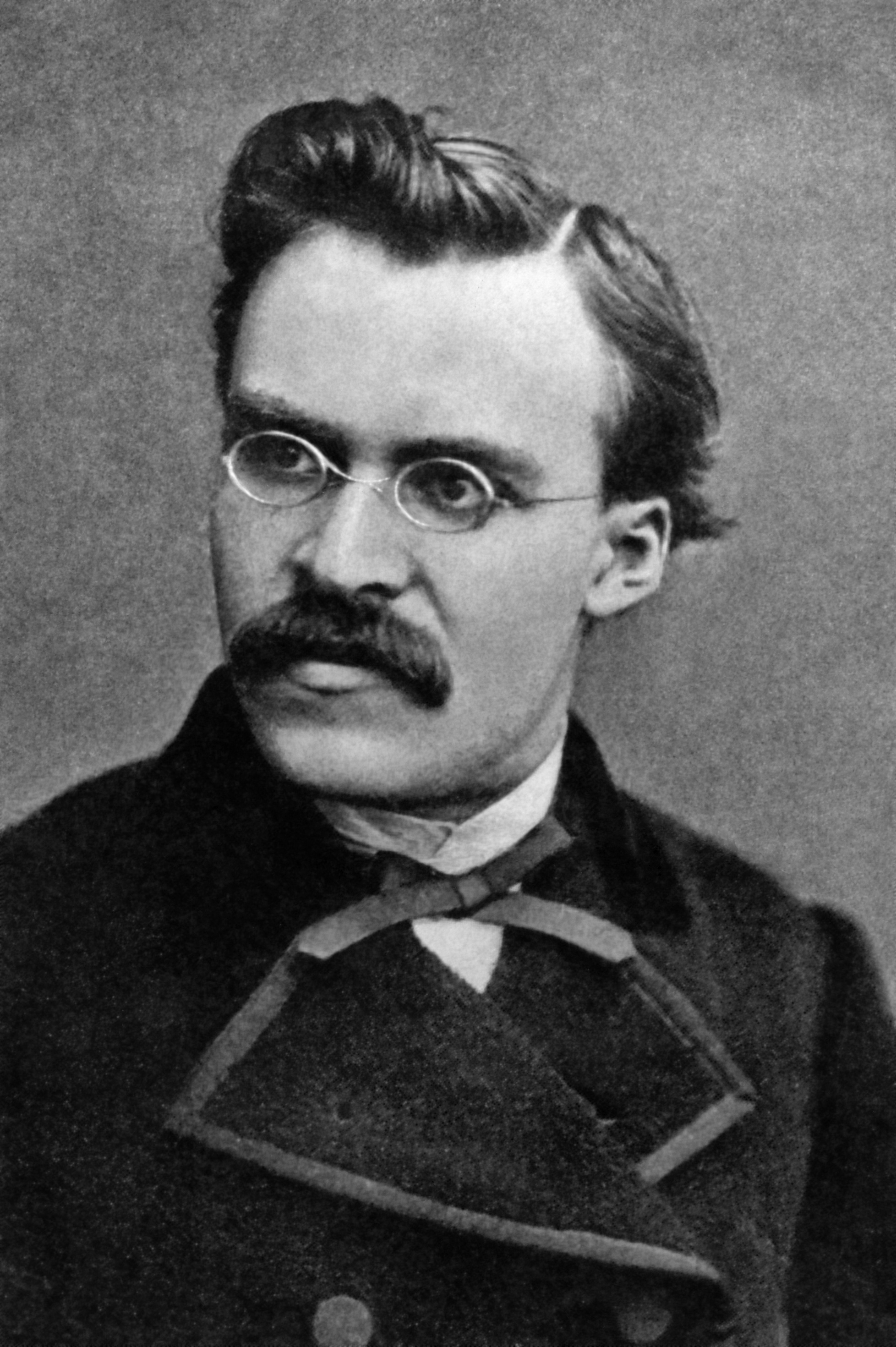
Friedrich Nietzsche.

Friedrich Nietzsche se demande comment interpréter ce fragment d'Anaximandre. Il le qualifie de « parole énigmatique ». Selon Clémence Ramnoux, cela revient à rattacher Anaximandre à la « littérature religieuse » et à le classer parmi les « chresmologues, c'est-à-dire une espèce de devins prononçant en dehors des contrôles officialisés des formules censées contenir une révélation concernant « les plus grandes choses » ou « les choses divines » ».
Nietzsche compare le fragment à une phrase de Schopenhauer dans les Parerga (II, 12, §156) : « Le critère qui convient pour juger tout homme, c'est qu'il est un être qui ne devrait pas exister, mais qui expie son existence par toutes sortes de souffrances et par la mort [...]. » Pour Nietzsche, ce fragment exprime une vision « anthropomorphique » de l'existence tout entière, la faute morale humaine rejaillit sur tout ce qui est et existe. La culpabilité concerne le « devenir », qui s'affranchit de l'« être éternel ». Le philosophe allemand écrit que « tout ce qui a jamais connu un devenir doit disparaître à nouveau, qu'il s'agisse en l'occurrence de la vie humaine, de l'eau ou de la chaleur et du froid ». Seule la mort peut expier le crime d'être « devenu ». Selon Clémence Ramnoux, « Cette démarche, que Nietzsche suppose à Anaximandre, constitue un univers affecté de coefficient éthico-religieux : c'est naturellement un coefficient négatif ! ».
Cette réflexion pousse Anaximandre, selon Nietzsche, à rechercher quelle est la seule chose qui ne « devient » pas : l'être originel sera alors « l'Indéfini » (traduction du apeiron grec). En cela, Nietzsche s'oppose déjà aux commentateurs classiques, avant Heidegger. En effet, Nietzsche affirme que selon les commentateurs du fragment, l'être originel serait « perpétuel » et « inépuisable ». Nietzsche conteste que l'être originel puisse avoir des qualités définies, toutes vouées à « devenir » parce que limitées. Pour que le devenir soit « éternel » et « ininterrompu », il faut que l'être originel ne soit lui-même rien de défini : l'Apeiron est « au-delà du devenir ».
Nietzsche qualifie la philosophie d'Anaximandre de « tragique ». Il écrit que « [la] pluralité se dévore et se nie elle-même. L'existence de cette dernière devient pour [Anaximandre] un phénomène moral ». Anaximandre est le philosophe qui s'est posé la question de savoir pourquoi l'être, originairement un et éternel, « Indéfini », s'est « trahi » en se pluralisant, en s'individualisant, en « devenant ».
Pour Clémence Ramnoux, la lecture nietzschéenne est philosophiquement féconde mais peu rigoureuse d'un point de vue historique, exégétique et philologique. Elle écrit qu'« Il est facile de critiquer cette interprétation, parce que la démarche de Nietzsche n'est pas étayée, du moins pas en apparence, par une étude de la doxographie, ni par des comparaisons de vocabulaire ».

### L'approche heideggérienne du fragment
Il s'agissait pour Heidegger de conquérir, à l'encontre de toutes les visions réductrices qui prétendent comprendre à partir de nos préoccupations modernes, un tout autre monde, une dimension qui fasse droit aux « préoccupations » des penseurs de la Grèce archaïque (celle par exemple du poète Homère). « Pour Heidegger, nous ne pourrons entrer véritablement en relation avec les Grecs que si nous parvenons à nous libérer de la manière rétrospective de penser qui tend à expliquer ce qui a été à la lumière d'un cadre de pensée qui ne s'est formé que par après » écrit Françoise Dastur.
Heidegger prend comme base de discussion le travail de Nietzsche, en tant qu'interprétation qui vaut pour toutes les autres, y compris celle d'Aristote. Selon le philosophe allemand, les multiples interprétations sont quant au fond similaires entre elles. Toutes décrivent Anaximandre comme un philosophe de la nature. « Selon ces présupposés, la sentence parlerait des choses de la nature et nommerait génésis et phtora, naissance et déclin comme le trait fondamental de tout processus physique. Elle proposerait ainsi l'amorce d'une théorie de la nature, évidemment pré-scientifique, puisque entremêlée de représentations morales et juridiques : confusion où il faudrait voir l'œuvre d'une pensée non encore épurée, et donc archaïque » écrit Marlène Zarader,. Julien Piéron note dans son article : « La compréhension courante de ce fragment voit en lui l’expression encore maladroite d’une recherche sur la nature, expression à bien des égards « poétique » et anthropomorphique, dans la mesure où elle décrit les processus naturels à l’aide de concepts relevant des affaires humaines et de la sphère morale et juridique ».
Françoise Dastur, remarque de son côté, que Nietzsche attribue à Anaximandre le mérite d'avoir décrit cette origine des choses comme « une émancipation coupable à l'égard de l'être éternel, une « iniquité » qu'il faut payer par la mort », rabattant définitivement cette pensée sur un plan moral et juridique.
Heidegger s'attache, au contraire, à montrer que Anaximandre n'est ni un philosophe de la nature, ni un moraliste, mais dans la longue lignée des philosophes, le tout premier penseur de l'être : « genesis nomme la naissance, au sens de la sortie qui permet à tout ce qui naît de s’éloigner ent-gehen de l’« être-celé » Verborgenheit (caché, tenu en réserve), et de s’avancer dans le « non-celé » (rendu manifeste) Unverborgene, alors que phtora nomme la disparition, au sens du « mouvement » qui s’éloigne du « non-celé » Unverborgene pour retourner dans le « celé » Verborgene ».
De son côté, Marlène Zarader interprète de la pensée d'Heidegger, parle à propos de ce fragment de « parole fondamentale ». Par « parole fondamentale », il faut, selon elle, comprendre « des paroles du commencement qui ouvrent tous les domaines de questionnement que la philosophie reconnaîtra comme siens ; elles disent l'« être », la « vérité », le « destin », le « langage », le « temps » ». François Fédier écrit : « ce texte (d'Anaximandre), est le premier dans lequel la pensée grecque peut à bon droit être considérée comme venant éclore à elle-même (devenir transparente pour elle-même). À ce titre il s'agit de rien de moins que du commencement de la tradition philosophique ».
Heidegger se tient à l'écoute de cette parole initiale, non par curiosité historique, mais pour dégager l'expérience qui y demeure abritée (conservée). En tant que paroles du commencement, elles n'appartiennent pas seulement à ceux qui les prononcèrent « elles sont enfin, et plus essentiellement, paroles de l'être comme origine ».
Ce travail de retour au sens « originaire » va constituer, pour Heidegger, l'une des manifestations du basculement appelé (la Kehre) ou « Tournant », de sa propre pensée. Alors que dans Être et Temps, le Dasein a la prééminence dans le processus d'ouverture de l'être, après le Tournant, on assiste à un renversement total à partir duquel c'est l'homme qui reçoit mandat de l’être, notamment dans les Beiträge zur Philosophie (Vom Ereignis), traduits par François Fédier sous le titre Apports à la philosophie : De l'avenance. Dès lors, c'est l'être lui-même qui rend possible ou non sa propre compréhension, selon la façon dont il se donne. L'« ek-sistence » de l'homme témoignera alors de la manière plus ou moins juste qu'il a de se tenir, au sein de l'« éclaircie ».

## La méthode de Heidegger

### Le pari heideggérien
François Fédier fait remarquer que le titre allemand Der Spruch possède une acception solennelle qui ne doit pas être perdue à l'occasion de sa traduction et que cette acception s'impose pour « un texte que Heidegger considère comme le premier dans lequel la pensée grecque peut à bon droit être considérée comme venant à éclore en tant que telle ».
Que ses remarques soient philologiques ou scientifiques, le travail de Heidegger conduit au renversement des traductions et interprétations courantes, qui n'auraient pas en vue au préalable ce dont il peut être question dans l'esprit d'un Grec archaïque. Pour Julien Piéron, « Le pari heideggérien est qu’à ce moment charnière de l’histoire du monde, quelque chose comme une nouvelle donne historique puisse advenir, ou être envoyée », car si nous ne pouvons pas provoquer une nouvelle donne, nous pouvons peut-être nous éveiller à la « possibilité » que cette ancienne parole oubliée tenait en réserve.

### Principe d'interprétation du passé

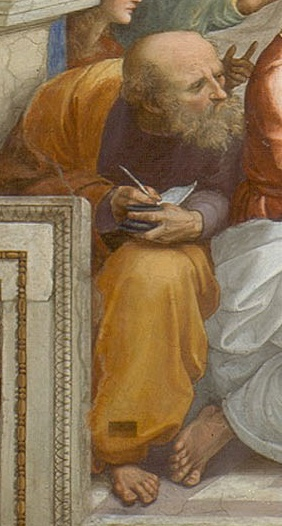
Anaximandre ?

Ce qui est en question, c'est la relation de l'interprète contemporain aux Grecs anciens. Il faut reconnaître l'étrangeté des anciens Grecs « et ne pas tenter d'expliquer ce qui a été à la lumière d'un cadre de pensée qui ne s'est formé qu'après [...] Ainsi, au lieu de ne voir dans l'histoire que du passé et de le considérer comme une simple étape préliminaire au présent, (Heidegger pense) que nous devons nous ouvrir à l'être même de l'histoire, dans laquelle il n'y a pas à proprement parler de passé, mais seulement de l'« être qui a été » ».
Tout le problème est de savoir aussi ce que nous pensons quand nous traduisons « littéralement », et de façon tout à fait « correcte », « einai », είμαι par être et « on » par étant. Heidegger considère que nous ne savons même pas, de manière claire et fondée, ce que disent, lorsqu'ils sont pensés par des Grecs, les mots « on  et « einai »,.
C'est « à la Grèce archaïque de l’epos et du muthos, celle d'Homère et d'Hésiode, que Heidegger se réfère afin d'élucider le sens des paroles de la Grèce non classique, celle des présocratiques ». Heidegger n'obéit pas à une pure curiosité historique, mais il pense que si nous nous situons dans une époque de l'être qui peut être opposée à d'autres, comme à celles du christianisme et de la modernité, quelque chose viendra à la parole pour nous éclairer sur le degré d'« oubli de l'être » où nous vivons.

### De quoi parle ce vieux fragment?
Les traductions peuvent être biaisées par des présupposés, voire de fausses évidences. Ainsi Anaximandre nous parlerait « des « choses de la nature », et nommerait « genesis » et « phtora », naissance et déclin comme le trait fondamental de tout processus physique. La sentence proposerait ainsi l'amorce d'une théorie de la nature, évidemment pré-scientifique, puisque entre-mêlée de représentations morales et juridiques : confusion où il faudrait voir l'œuvre d'une pensée non encore épurée, et donc archaïque » écrit Marlène Zarader.
Parce que nous relevons de deux époques différentes de l'être « il nous faut franchir un fossé qui est plus large et plus profond que la distance historique de deux mille cinq cents ans qui nous sépare des grecs ». « Sans donc négliger aucunement la langue mise au point par la philologie, il nous faut, lors de la traduction, penser d'abord en direction de la chose ici pensée » qui a à rendre compte de ce qui dans ce dire étrange, est porté à la parole. La « traduction » doit être conjointe à une interprétation, celle-ci nécessite un saut dans l'univers mental de la Grèce archaïque ainsi qu'écrit Françoise Dastur : « traduire, est entendu ici à partir du verbe allemand  übertsetzen qui comporte une particule séparable et signifie sauter par-dessus, en l'occurrence par-dessus le fossé qui nous sépare des Grecs ». L'interprétation est donc une affaire de penseur, conclut Heidegger, qui écrit : « la chose ici en cause, c'est l'affaire de la pensée ».
Marlène Zarader écrit « il n'est nullement question des choses de la nature des phusei onta au sens aristotélicien, et pas même, à rigoureusement parler, des choses. Il est simplement question, si l'on s'en tient à la lettre du texte, des onta. Or ta onta signifie l'« étant » : non point tel ou tel étant ou telle détermination de l'étant, mais l'« étant » saisi dans l'unité de sa multiplicité, l'« étant » en son ensemble ou sa totalité », comprenant certes les objets naturels ou artificiels, mais aussi les dieux, les mythes et les croyances, de même que les idées et les hommes, présents ou absents, sans oublier les étants passés et à-venir. Heidegger écrit « les hommes aussi, ainsi que les choses produites par l'homme, et les effets et circonstances résultant de l'activité humaine, tout cela fait partie de l'étant. Les choses démoniques et divines appartiennent aussi, à l'« étant » ».

### Que dit-il sur ce dont il «parle»?

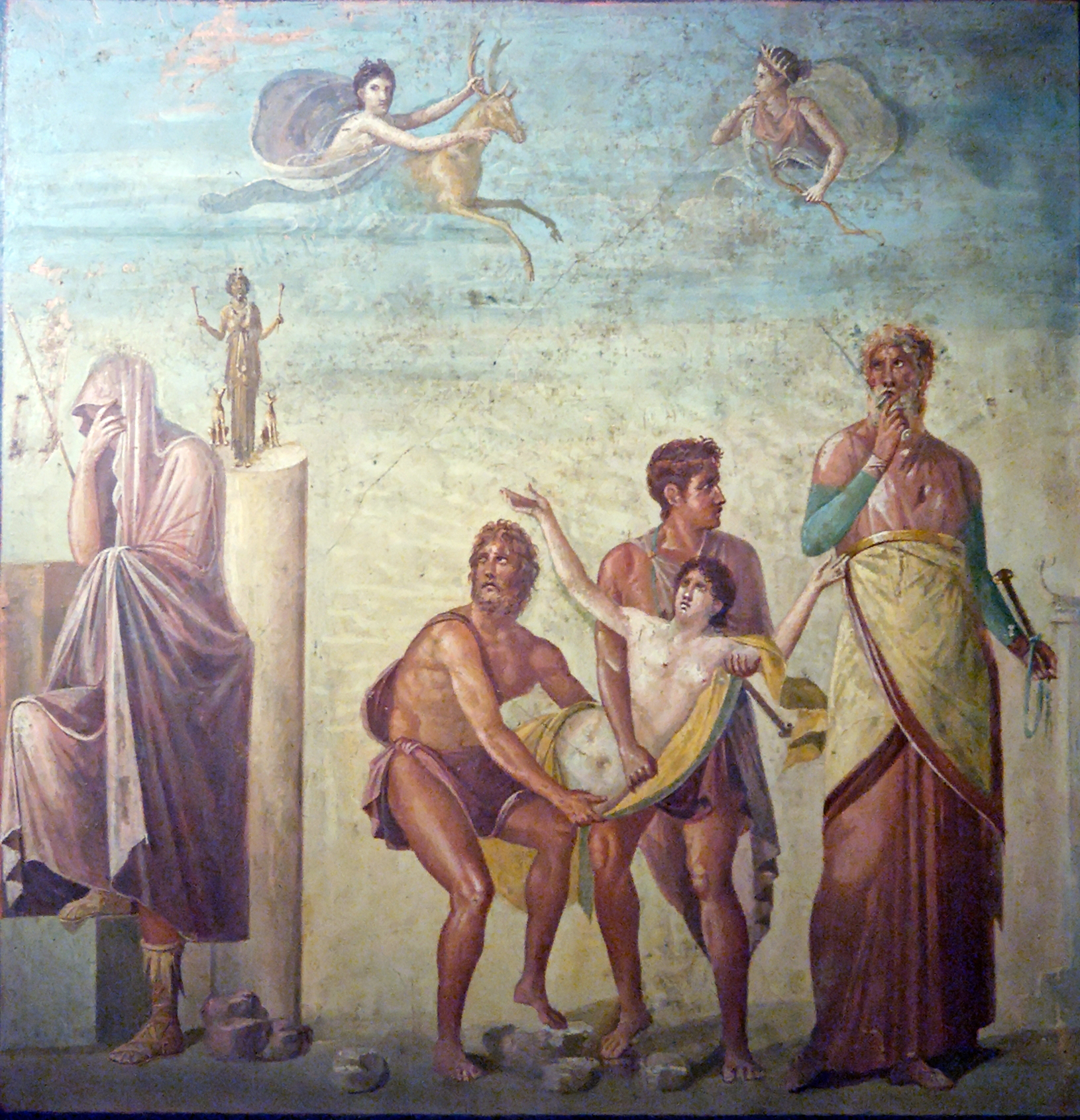
Calchas (droite) conduisant Iphigénie au sacrifice, fresque sur plâtre de Pompéi, après 62, Musée archéologique national de Naples

Une fois traitées les questions de traduction, Heidegger tente d'exposer ce que cette Parole dit vraiment, selon lui, sur ce dont elle parle.
L'aboutissement de l'interprétation consistera d'abord à se réapproprier le juste sens du vocabulaire, en prenant appui sur la littérature archaïque à peu près contemporaine du texte, c'est-à-dire en ayant recours par exemple au premier chant de l'Iliade d' Homère dont l'épisode du devin Calchas va servir à comprendre la conception archaïque du « Présent », ce qui en reste dans l'Œdipe roi de Sophocle avec le devin Tirésias, puis à réinterpréter le mouvement de la pensée du vieux philosophe à l'aide de l'ontologie heideggerienne hors des chemins de la métaphysique.
Si Heidegger lit la sentence à la lumière de son œuvre, c'est d'abord parce qu'il estime ne pas pouvoir faire autrement, compte tenu de la brièveté du document et des exégèses antiques,, mais aussi parce que Heidegger croit découvrir chez ce vieux penseur ce même problème qui le guide tout au long de son œuvre, la même question, la question du sens du mot « être » .
C'est ce même mouvement d'« ontologisation » de la pensée du fragment par Heidegger (autrement dit le ramener à la question de l'être), qu'exposent Julien Péron dans son article et Gérard Guest dans ses conférences. Comme le note aussi Hans-Georg Gadamer « ce que Heidegger a reconnu chez Anaximandre, Héraclite et Parménide, c'est assurément un reflet de ses propres questions ».

## L'interprétation hedeggérienne

### Ce que la parole dit sur l'être
Par une exégèse poussée des deux membres de phrase du fragment, Heidegger s'efforce de retrouver le sens archaïque de ce vocabulaire.
Marlène Zarader parle à propos du grec ta onta, « de l'expérience grecque de l'étant comme présent ». « Dès le commencement de l'expérience grecque Eonta a une double signification qui dérive de l'essentielle ambiguïté du présent »,. Vis-à-vis du temps, le présent va prendre en charge , non seulement le « maintenant » mais le passé et le futur qui sont aussi pour les Grecs des « étants », de plus « Heidegger s'efforce de faire entendre que pour les Grecs il n'y a de présent que relativement au dévoilement »

#### Être et présence dans le temps
Heidegger montre que la pensée archaïque (notamment chez Homère) ne pense pas le présent comme nous le pensons, nous, c'est-à-dire comme un point médian entre un « pas encore » de l'arrivée en présence et un « au-delà » du déjà disparu, un point ouvert dans les deux directions, « la « venue en présence », est ajointée à « l'absence » selon les deux directions ». En français nous avons une difficulté de vocabulaire car nous ne possédons qu'un seul mot, le « présent », pour signifier deux notions que l'allemand distingue fortement à savoir : Gegenwärtig (présentement, à l'heure actuelle) et le Anwesen, signifiant verbalement « avancée dans l'être ». Françoise Dastur l'écrit : « Ce terme (Anwesen), qu'il faut soigneusement distinguer d'un autre terme allemand gegenwart », par lequel on dit la présence en son sens temporel, signifie littéralement « avancée dans l'être ».
Absent ou présent, vraiment présent, appartiennent à l’Anwesende dans la mesure où ils sont pensables dans le présent (Heidegger s'appuie sur l'épisode du voyant Calchas qui voit tout ensemble : le présent, le passé et l'avenir de l'expédition des Achéens),,,.
Eon et Eonta sont les maîtres mots de la pensée archaïque, que l'on peut traduire littéralement par la « présance » (avec un a pour souligner l'aspect mouvement, le surgissement et la chose qui est là présente, Eon (sous la main) qui fonde la distinction actuelle entre être et étant. Ce qui est pensé par Anaximandre, c'est moins la chose présente que la « présence » du présent (sa venue au sens banal), son émergence en tant que telle, comme inversement l'effacement, en tant que tel dudit présent qui séjourne transitoirement selon l'expression heideggerienne. « Par conséquent, il faut affirmer que le présant sur le mode de la présence « se déploie depuis l’absance » Das jeweilig Anwesende, das gegenwärtige, west aus dem Abwesen, qui constitue son origine même, et n’en est donc pas dissociée. Cette remarque est fondamentale, parce qu’elle montre que pour Heidegger la présance "au sens strict" est en son cœur même entremêlée d’absance », écrit Julien Piéron.
Dans cette interprétation du fragment, Heidegger appuie sur ce caractère « transitoire » de l'étant, comme l'écrit Didier Franck « dans la Parole d'Anaximandre, le présent est caractérisé comme ce qui « séjourne-toujours-en-passant » das Je-Wellig, dans la contrée du non-retrait (le non-voilé) et qui pour cette raison, se déploie toujours depuis et selon le double ajointement de la présence à l'absence »

#### Être entre dévoilement et retrait
Selon Françoise Dastur, Heidegger entreprend de penser les termes de ta onta, génésis et phtora, « à partir de la « phusis », qui est le nom du « processus général » de la venue au paraître et du disparaître dans l'« occultation» ». Il en déduit que la traduction de ta onta par les choses de la nature est erronée : dans l'esprit d'Anaximandre, ta onta signifierait l'entièreté de l'étant
Les termes de génésis et phtora , écrit Françoise Dastur seraient à comprendre « selon le mouvement de la phusis, à savoir comme le processus général de la venue à l'apparaître et du disparaître dans l'occultation ». Pour Heidegger, il ne s'agit pas avec cette genèse (genesis) Υένεσις , d'une genèse des choses naturelles en tant que processus physique et historique, où la question de la création du monde pourrait avoir sa place, mais du processus « transitoire » par lequel toute chose, selon l'expression de Didier Franck « séjourne-toujours-en-passant (comme dévoilement-événement) dans la contrée du non-retrait » (lire aussi Julien Piéron). Il ne faut donc pas comprendre (comme la tradition) "genesis" , Υένεσις , et "phtora"  φθορά , au sens d'un développement génétique conçu à la manière moderne, ni à l'inverse comme une régression , un rabougrissement ou une atrophie, précise Heidegger. C'est dans le cadre de la phusis, (φύσις, que ces termes doivent être pensés comme des modes de l'épanouissement- anéantissement à partir de la léthé, Λήθη.
D'un autre côté, le passé et le futur, nomment ce qui, dans le langage heideggérien, « tombant hors de la contrée du dévoilement, ne peuvent toutefois être pensés qu'à partir d'elle : ils s'en approchent ou s'en éloignent. C'est dire, que le fait d'être « absent » de la contrée du dévoilement constitue une certaine manière d'y être présent sur le mode du « n'y être-pas-présentement » ». L'important c'est la nouvelle ampleur du présent, das Anwesende qui comprend toutes les modalités du temps (présent, passé, futur) de la présence et de l'absence
Présence et retrait, venue hors du retrait et retour dans le retrait (oubli ou corruption progressive), qui pour une oreille grecque sont reçus comme des espèces de mouvements, et qui sont tout ce qui est pensé : « Ce que Heidegger s'efforce ici de faire entendre c'est qu'il n'y a pour les Grecs de présent que relativement au dévoilement [...] voir autrement l'étant présentement dévoilé : non point comme immobile, mais comme présentement dévoilé que parce qu'il est perpétuellement en instance d'absence ». Le « demeurer en retrait » a une si grande importance que pour Didier Franck ce « demeurer en retrait » devient le mot directeur de la langue grecque. Comme le remarque Jacques Taminiaux, Heidegger, « nous invite à penser l'être comme un dévoilement « ambigu », comme un « process » de manifestation qui se (met en) réserve ou se soustrait lui-même, à même les « étants » qu'il donne à voir ».
Il s'ensuit, note Jacques Taminiaux, que pour les présocratiques, la question du retrait est constitutive de la présence de l'« étant ». Il n'en va pas de même avec la métaphysique en tant qu'onto-théologie qui délaisse le thème du retrait pour l'oblitérer définitivement, jusqu'à ce que Heidegger la réveille sous la forme de l'« oubli de l'être», oubli qu'il impute à l'être lui-même.
Les Grecs ont expérimenté l'étant, l'éon, dans toute l'amplitude de son dévoilement, « présent ou encore ou déjà absent », anwesend in Unverborgenheit et « l'être de cet étant comme le rassemblement en présence de ce présent multiple ».
Ces choses démultipliées (qu'elles soient présentes ou absentes) arrivant en présence dans le « présent » sont ressaisies en un éclair unifiant (Héraclite), []recueillies et hébergées dans l'Unité de l'horizon ouvert, le « là » du Dasein, le « berger de l'être ». C'est cette unité originale de saisie sous-jacente que les Grecs archaïques, grâce à l'ampleur de leur regard, ont perçue et qu'ils ont dénommé Logos, soit « Émergence » et « Occultation » de tous les eonta (tous les étants) y appartenant tous ensemble et indissociablement.

#### L'événement ou Ereignis
Heidegger croit retrouver chez Anaximandre l'objet devenu le terme directeur de sa propre pensée depuis 1936, à savoir l'« Avenance » ou Ereignis, qui est le sous-titre de son second grand livre les Beiträge zur Philosophie (Vom Ereignis), « où est expérimenté le nouveau cours de sa pensée, sur le fondement sans-fond de l'être, son Ab-grund, son abîme » .
Avec l'apeiron, l'ἀπειρον, Anaximandre nous parle, estime Heidegger, non de l'origine, non de premier principe selon l'interprétation traditionnelle, mais de « maintien sauvegardant » ; cette parole ne nous nomme pas de lieu, ni de fondement, ni d'origine ; elle ferait signe vers « l'ajointement des ajointements », ce qu'il appellera « événement », ou Ereignis, qui selon Julien Pieron, « conduit l’homme à ce qui lui est propre (ereignen) en le plaçant dans un rapport – celui de la pensée comme essence de l’homme, et de l’être de l’étant – que l’on peut proprement qualifier d’abyssal, dans la mesure où aucun de ses termes ne lui préexiste, mais où chacun se définit comme relation à l’autre ».
Ce qui « y » est donné, dans leur unité originaire, n'est rien d'étant, mais la « présence » et le « retrait » en tant que tel. « À en croire
Heidegger, ta eonta, le présant sur le mode de la présence et de la non-présence das gegenwärtig und ungegenwärtig Anwesende, est le nom inapparent (unauffällig) de ce qui vient proprement au langage dans le fragment d’Anaximandre. Ce mot nomme ce qui est encore imparlé (ungesprochen), et qui est pourtant en tant que tel adressé (zugesprochen) à toute pensée, ce qui continuellement revendique (in den Anspruch nimmt) toute pensée occidentale, et qui n’est rien d’autre qu’Ereignis – retrait du Même comme production immanente de la différence. À travers la description du mouvement propre à ta eonta dans le fragment d’Anaximandre, il est dès lors possible de suivre la trace de l’Ereignis », écrit Julien Piéron.

### Ce que cette parole dit sur la justice et les étants
Heidegger poursuit son interprétation-traduction du texte

#### Le séjour transitoire
Concernant le kata to khreôn, τὸ χρεών, d'Anaximandre que Nietzsche traduit par l'expression « selon la nécessité », Heidegger y décèle l'idée de « maintien », et plus précisément de « maintien sauvegardant », concepts qui n'ont plus de rapport avec la traduction traditionnelle, mais qui font signe vers l'être en tant qu'il diffère de l'étant c'est-à-dire, vers « l'oubli de l'être ». Françoise Dastur, écrit « en donnant à l'être le nom de  to khreôn, Anaximandre veut dire selon Heidegger, que l'être donne sa présence au présent, la lui remet, maintenant (au sens de maintenir, d'entretenir) ainsi le présent dans la présence [...] l'y maintient, lui accordant de  séjourner [] kata to khreôn est le nom de ce qui dispose l'accord de la venue à la présence ». Marlène Zarader y décèle l'idée d'un « laisser être, la chose est délivrée à son essence propre, et ainsi maintenue comme ce qu'elle est ».
Heidegger interprète le séjour comme un état transitoire, « d'à chaque fois » (pas de substance permanente), pour en faire le trait fondamental de l'étant qui est là pour un temps dans la présence. Ainsi il lui confère une « limite » (peiras), de sorte qu'il demeure dans l'« ajointement » qui dispose tout étant présent de manière transitoire entre la double absence qui est celle de sa provenance et de son déclin. « En tant que séjournant, ce qui séjourne à chaque fois pour un temps se déploie dans l'« ajointement » qui ordonne la présence dans la double jointure de l'absence » écrit Heidegger.
Nous savons déjà de cette Parole « qu'elle parle du présent en tant qu'il se déploie dans le dévoilement », que l'essence de ce présent est d'être un entre-deux transitoire, entre deux absences (passé et futur), qu'il est caractérisé dans son essence, comme « ce qui séjourne à chaque fois pour un temps ». « Mais le présent présent ne se trouve pas, comme un simple tronçon, entre deux faces de l'absent. Si le présent au sens de Anwesenheit, se situe d'emblée dans la vision, tout se déploie ensemble ; l'un comporte l'autre, l'un laisse partir l'autre[...] Le présent présent séjourne à chaque fois pour un temps ».

#### Le séjourner ensemble
« Le processus de la venue à la présence concerne une pluralité « d'étants » qui doivent venir à la présence dans leur ensemble. Chaque « étant » ne doit donc pas seulement assumer sa propre tendance à perdurer dans la présence, mais il doit aussi retenir sa place propre dans l'accord général et maintenir la relation qui le lie aux autres étants et à leur ensemble », écrit Françoise Dastur.
François Fédier, note que les termes de dikè et d'adikia ne sont pas traduits chez Heidegger , contrairement à la tradition, par « justice » et « injustice ». C'est en prenant appui sur sa proximité avec le verbe deiknumi (dire en rendant manifeste) qu'il donne à dikè le sens de « parole qui laisse voir comment une chose doit être pour se tenir en rapport, à l'ensemble où elle a la place qui lui revient en propre ». Comme le remarque Françoise Dastur l'adikia, ou « l'injustice » caractérise dans la lecture d'Heidegger, « le « comment » habituel du séjourner ensemble », qui conduit Didier Franck à parler à ce propos de « compréhension tragique de l'être ».  « Le mot adikia, injustice, est le nom du trait fondamental des « eonta » [...]. Il semble que l'adikia ne peut être le trait fondamental des « eonta » que parce qu'il y a une tendance à la rigidité, à la persistance dans le processus dynamique de l'apparaître et du disparaître des « étants », comme si ce qui séjourne à chaque fois pour un temps était enclin à persister dans la présence » écrit Françoise Dastur.
« Dans cette conception, il ne s'agira plus d'expier comme il est dit dans la traduction de Nietzsche, mais de « didonai dikè », de « donner ajointement » » écrit Françoise Dastur . François Fédier écrit « même si l'on ne peut connaître d'avance où sont les limites, on sait pertinemment qu'elles y sont et qu'il est interdit de les transgresser ». Dans la persistance de ce qui aurait dû séjourner transitoirement réside l'adikia. Ces choses qui persistent indûment en négligeant la dikè, c'est-à-dire la justice sont celles qui séjournent « improprement » et qui sont sans égard les unes envers les autres.

#### La déférence
Heidegger renverse l'équation traditionnelle de l'être conçu comme subsistance et persistance (Spinoza). En voulant continuer, se prolonger, insister, l'étant entre en révolte contre la loi de l'être. Chaque étant doit assumer sa propre tendance à perdurer, mais il doit aussi retenir sa place propre dans le concert des « étants ». C'est à quoi répond le terme de tisis, τίσιν qui n'est ni bienfait, ni châtiment, mais sollicitude, soin.
Qu'il est juste, diké, que les choses soient ainsi, parce que l'« advenue », genesis, et le « retrait », phtora, Υένεσις   φθορά  sont le même, issus du même, désigné par le terme d'apeiron (en grec ancien ἄπειρον, dont la traduction habituelle fait un infini ou un principe originel (voir Anaximandre), alors qu'il n'y a ici qu'un indicible. D'où Heidegger déduit que l'injustice évoquée dans le fragment par adikia provient de la résistance, du séjour prolongé, de la persistance, et donc du refus de la « pré-sence » au sens archaïque, comme séjour transitoire qui est le lot des « étants ».
Ainsi, didonai tisin allèlois : donner l'accord selon la tisis n'est plus chez Heidegger un tribunal, mais prend le sens de donner satisfaction, respecter l'autre dans son essence. Ainsi paradoxalement, le présent persistant peut devenir l'ennemi de la « pré-sance ».
Il ne s'agit donc pas d'une injustice, ni d'une lutte pour l'existence entre des choses présentes et différentes qui se gêneraient entre elles : il y aurait là un contresens majeur des traducteurs antérieurs à Heidegger, notamment de Nietzsche. Dans la vue grecque archaïque, le conflit, la « disjointure » serait dans l'« être », dans l'advenue et non entre les « étants ». Cette vue originale sera reprise par Heidegger qui ira jusqu'à parler de « mal dans l'être » et de « danger en l'être ».
Accessoirement, cette idée de l'être en transit entre en complète opposition avec toute la métaphysique occidentale qui assimile depuis Aristote l'être au substantiel, à la présence insistante (comme le conatus de Spinoza), et à son expression extrême comme « volonté de puissance ».

#### La disjointure
Heidegger refuse de parler au sein de l'être, de justice ou d'injustice même si cette disjointure (qui sépare des choses jointes) « ne peut être pensée comme « accord » ou dikè sans l'être en même temps comme « discord » ou adikia [...] la disjointure est inscrite au cœur de l'être lui-même » écrit Françoise Dastur.
Didier Franck écrit « ce qui « séjourne-toujours-en-passant » peut précisément et lui seul, en même temps demeurer en son séjour [...] .Le « présent présent » se tient et retient dans la présence, stationnant avec constance se trouve disjoint de l'absence à laquelle est doublement ajointée [...] Tout « séjournant-en passant » se tient dans la disjonction »-.
Heidegger énonce clairement « la disjointure consiste en ceci que ce qui à chaque fois, séjourne pour un temps, cherche à se raidir sur le séjour, au sens de la pure persistance dans la durée ».

#### L'apeiron
Ici encore Heidegger va donner un tout autre sens que la tradition au terme « d'apeiron » qui ne sera plus le « substrat indéterminé et illimité » à l'origine de toutes choses. Ce qui est en jeu c'est l'« accord de la venue en présence », « l'être to khreôn  qui confère aux « étants » leurs limites, est lui-même sans limite (n'est pas justifiable d'une limite), to apeiron » écrit Françoise Dastur.« ce qui est sans limites, ce dont l’essence consiste à envoyer au présent, sur le mode du séjourner à chaque fois, la limite de sa durée », Julien Piéron.

## La place de ce commentaire dans l'œuvre du philosophe
Dans l’œuvre de Heidegger, ce travail prend place avec les textes Logos, Moïra et Alèthéia dans un ensemble consacrés aux premiers penseurs présocratiques, que sont Parménide et à Héraclite, écrit Françoise Dastur; ces trois derniers textes seront publiés en 1954 en fin des Essais et conférences. À travers ces quatre textes fondamentaux, Heidegger expose le nouveau cours de sa pensée Die Kehre,, axé sur la Grèce archaïque et l'Ereignis (dévoilement de l'Être), d'où l'intérêt renouvelé pour ce commentaire dédié à la « parole d'Anaximandre ».
Le philosophe français Jacques Derrida situe ce texte de Heidegger par rapport à Être et Temps et Kant et le problème de la métaphysique. Il estime que, dans Être et Temps, Heidegger mène une « destruction » de l'ontologie traditionnelle en « interrogeant son rapport au problème du temps ». Dans le § 6 de Être et Temps que Derrida considère comme un « point de repère » il relève « la détermination du sens de l'être comme παρουσία [parousia] ou comme ούσια [ousia], ce qui, dans l'ordre ontologico-temporal, veut dire « présence » (Anwesenheit). L'étant est saisi dans son être comme présence (Anwesenheit), c'est-à-dire qu'il est compris par référence à un mode déterminé du temps, le présent (Gegenwart) ».
Or constate Derrida, « La Parole d'Anaximandre » « dissocie rigoureusement des concepts qui tous signifient la présence et qui étaient alignés comme des synonymes, ou en tout cas sans qu'aucun trait pertinent de différence fût alors relevé »,. Si, estime Derrida, « dans Être et temps et dans Kant et le problème de la métaphysique, il était difficile, voire impossible, de distinguer rigoureusement entre la présence comme Anwesenheit et la présence comme Gegenwärtigkeit (présence au sens temporel de maintenance) [...] après Être et temps, il semble que, de plus en plus, la Gegenwärtigkeit (détermination fondamentale de lούσια) ne soit elle-même qu'un retrécissement de lAnwesenheit, ce qui permettra d'évoquer, dans « La Parole d'Anaximandre », un « ungegenwärtig Anwesende » »,.
Derrida souligne encore l'importance de « La Parole d'Anaximandre » au plan de l'attention portée par Heidegger à « la différence entre l'être et l'étant, cela même qui aurait été « oublié » dans la détermination de l'être en présence et de la présence en présent » : « N'est-ce pas ce que semble nous dire « La Parole d'Anaximandre » ? « L'oubli de l'être est l'oubli de la différence de l'être à l'étant »... « la différence fait défaut. Elle reste oubliée. Seul le différencié, le présent et la présence (das Anwesende und das Anwesen), se désabrite, mais non pas en tant que le différencié » ».